# Omar Richards
Omar Tyrell Crawford Richards (Lewisham, Anglaterra, 15 de febrer de 1998) és un futbolista britànic que juga en la demarcació de defensa pel Rio Ave FC, cedit pel Nottingham Forest FC.

## Carrera esportiva
Després de formar-se en les categories inferiors del Fulham FC i posteriorment del Reading FC des dels catorze anys, finalment el 2017 va ascendir al primer equip, fent el seu debut el 5 d'agost en un partit de l'EFL Championship contra el Queens Park Rangers FC després de substituir Jon Dadi Bodvarsson al minut 59.
El 27 de maig de 2021, a un mes de finalitzar el seu contracte amb l'equip anglès, el FC Bayern de Múnic va anunciar el seu fitxatge per a les següents quatre temporades.